# العلاقات النمساوية التركية
العلاقات النمساوية التركية هي العلاقات الثنائية التي تجمع بين النمسا وتركيا.

## مقارنة بين البلدين
هذه مقارنة عامة ومرجعية للدولتين:
| وجه المقارنة                                              | النمسا                                                    | تركيا         |
| --------------------------------------------------------- | --------------------------------------------------------- | ------------- |
| المساحة (كم2)                                             | 83.86 ألف                                                 | 783.56 ألف    |
| عدد السكان (نسمة)                                         | 8.81 مليون                                                | 80.14 مليون   |
| الكثافة السكانية (ن./كم²)                                 | 105.06                                                    | 102.28        |
| العاصمة                                                   | فيينا                                                     | أنقرة         |
| اللغة الرسمية                                             | اللغة الألمانية، لغة الإشارة النمساوية ‏                   | اللغة التركية |
| العملة                                                    | يورو، شلن نمساوي، رايخ مارك، شلن نمساوي                   | ليرة تركية    |
| الناتج المحلي الإجمالي (بليون دولار)                      | 416.60 مليار                                              | 851.10 مليار  |
| الناتج المحلي الإجمالي (تعادل القوة الشرائية) بليون دولار | 426.99 مليار                                              | 1.57 تريليون  |
| الناتج المحلي الإجمالي الاسمي للفرد دولار أمريكي          | 43.77 ألف                                                 | 9.12 ألف      |
| الناتج المحلي الإجمالي للفرد دولار أمريكي                 | 47.68 ألف                                                 | 19.79 ألف     |
| مؤشر التنمية البشرية                                      | 0.885                                                     | 0.761         |
| رمز المكالمات الدولي                                      | +43                                                       | +90           |
| رمز الإنترنت                                              | .at                                                       | .tr           |
| المنطقة الزمنية                                           | توقيت وسط أوروبا، ت ع م+01:00، ت ع م+02:00، أوروبا/فيينا ‏ | ت ع م+03:00   |

## مدن متوأمة
في ما يلي قائمة باتفاقيات التوأمة بين مدن نمساوية وتركية:
- ترتبط كرمس آن در دوناو مع برغاما باتفاقية توأمة منذ 2001.[15][16]
- ترتبط غراتس مع آق سراي باتفاقية توأمة منذ 1968.[17][17]
- ترتبط سانت بولتن مع آق سراي باتفاقية توأمة.
- ترتبط فيينا مع إسطنبول باتفاقية توأمة منذ 20 نوفمبر 1990.
- ترتبط كوفشتاين مع أماسية باتفاقية توأمة.
- ترتبط ليينز مع سلجوق باتفاقية توأمة.
- ترتبط لينتس مع إسكي شهر باتفاقية توأمة منذ 6 مايو 1983.[18]

## منظمات دولية مشتركة
يشترك البلدان في عضوية مجموعة من المنظمات الدولية، منها:
| علم المنظمة | اسم المنظمة                               | تاريخ انضمام النمسا | تاريخ انضمام تركيا |
| ----------- | ----------------------------------------- | ------------------- | ------------------ |
|             | بنك التنمية الآسيوي                       | 1966                | 1991               |
|             | وكالة ضمان الاستثمار متعدد الأطراف        | 16 ديسمبر 1997      | 3 يونيو 1988       |
|             | منظمة التعاون الاقتصادي والتنمية          | ?                   | ?                  |
|             | الأمم المتحدة                             | 14 ديسمبر 1955      | 24 أكتوبر 1945     |
|             | الوكالة الدولية للطاقة                    | ?                   | ?                  |
|             | الفريق المعني برصد الأرض                  | ?                   | ?                  |
|             | مركز تنسيق الحركة في أوروبا ‏              | ?                   | ?                  |
|             | منظمة حظر الأسلحة الكيميائية              | ?                   | ?                  |
|             | منظمة التجارة العالمية                    | ?                   | 26 مارس 1995       |
|             | منظمة الشرطة الجنائية الدولية             | ?                   | ?                  |
|             | البنك الإفريقي للتنمية                    | ?                   | ?                  |
|             | منظمة الأمن والتعاون في أوروبا            | 25 يونيو 1973       | 25 يونيو 1973      |
|             | مؤسسة التنمية الدولية                     | 28 يونيو 1961       | 22 ديسمبر 1960     |
|             | نظام تحكم تكنولوجيا القذائف               | 1991                | 1997               |
|             | يونسكو                                    | 13 أغسطس 1948       | 4 نوفمبر 1946      |
|             | مجلس أوروبا                               | ?                   | 9 أغسطس 1949       |
|             | اتحاد المدفوعات الأوروبي ‏                 | ?                   | ?                  |
|             | الاتحاد البريدي العالمي                   | ?                   | ?                  |
|             | البنك الدولي للإنشاء والتعمير             | 27 أغسطس 1948       | 11 مارس 1947       |
|             | الاتحاد الدولي للاتصالات                  | 1866                | 1866               |
|             | مؤسسة التمويل الدولية                     | 28 سبتمبر 1956      | 19 ديسمبر 1956     |
|             | المنظمة الأوروبية لسلامة الملاحة الجوية   | 1993                | 1989               |
|             | المركز الدولي لتسوية المنازعات الاستشارية | 24 يونيو 1971       | 2 أبريل 1989       |
|             | مجموعة أستراليا                           | 1989                | 2000               |
|             | مجموعة الموردين النوويين                  | ?                   | ?                  |

## أعلام
هذه قائمة لبعض الشخصيات التي تربطها علاقات بالبلدين:
- أوميت كوركماز (لاعب كرة قدم نمساوي، 17 سبتمبر 1985[28] – )
- إلبير أورتايلي (مؤرخ تركي، 21 مايو 1947 – )
- تاركان سيربيست (لاعب كرة قدم نمساوي، 2 مايو 1994[29] – )
- تانجو كايهان (لاعب كرة قدم تركي، 22 يوليو 1989[30] – )
- جودت جانير (رائد أعمال نمساوي، 29 يوليو 1973 – )
- رمضان أوزكان (لاعب كرة قدم تركي، 28 يونيو 1984[31] – )
- فولكان كهرمان (10 أكتوبر 1979[32] – )
- فيلي كافلاك (لاعب كرة قدم تركي، 3 نوفمبر 1988[33] – )
- محمد ايديز (لاعب كرة قدم نمساوي، 14 مايو 1991[34] – )
- محمود ا. أسرار (20 نوفمبر 1976[35][36] – )
- مصطفى يافوز (لاعب كرة قدم نمساوي، 13 أبريل 1994[37] – )
- ياسين بهليفان (لاعب كرة قدم تركي، 5 يناير 1989[38] – )

## وصلات خارجية
- موقع وزارة الخارجية النمساوية
- موقع وزارة الخارجية التركية